# Al-Hafiz
`Abd al-Majîd Al-Hâfiz (nom complet, arabe : أبو الميمون "الحافظ لدين الله" عبد المجيد بن محمد بن المستنصر (Abū al-Maymūn al-Hāfiẓ li-Dīn Allāh ʿAbd al-Majīd ben Muḥammad al-Mustanṣir), Ascalon, 1076 - Le Caire, 1149, est le onzième calife de la dynastie fatimide, et le vingt-et-unième imam de la branche hafizi (en) de l'ismaélisme. Il a régné de 1130 à 1149.

## Biographie

### Prise de pouvoir
Le calife fatimide Al-Âmir bi-Ahkâm Allah meurt en 1130, peut-être assassiné par les Nizârites. À ce moment-là,  al-Tayyib, l'héritier désigné, n'a que huit mois. Abd al-Majîd assure donc le pouvoir en tant que régent, officiellement dans l'attente de l'accouchement d'une épouse d'Al-Amîr, encore enceinte. 
Mais Al-Tayyib disparaît, sans qu'on sache quoi que ce soit sur son sort. Quelques jours après cet évènement, Abd al-Majîd est renversé par le vizir Al-Afdal Kutayfât, fils d'Al-Afdal Shâhânshâh, vizir des deux califes précédents. Kutayfât tente alors d'imposer un retour au chiisme duodécimain, mais il est détrôné en décembre 1131, et Abd al-Majîd reprend son poste de régent. En février 1132, il se proclame imam avec le titre califal d'Al-Hâfiz. C'est une rupture de la tradition ismaélienne qui veut que la succession se fasse en ligne directe masculine. Il en résulte un nouveau schisme dans la communauté ismaélienne : certains reconnaissent Al-Hâfiz (ce sont les Hâfizî) tandis que d'autres continuent de soutenir le droit d'Al-Tayyib (ce sont les Tayyibî, lesquels obtiennent quelques succès au Yémen,.

### Règne

Arbre généalogique du schisme entre Nizari - Hafizi et Tayyibi.

Le pouvoir fatimide sous Al-Hâfiz est limité à l'Égypte et au Yémen. Toutefois, même dans cette zone, il est contesté. Les continuelles luttes pour le pouvoir et rivalités entre ministres, gouverneurs et généraux affaiblirent considérablement la capacité du royaume à résister à l'avancée des Croisés.
À sa mort en 1149, c'est Al-Zafir qui lui succéde.